# Louwrens Langevoort

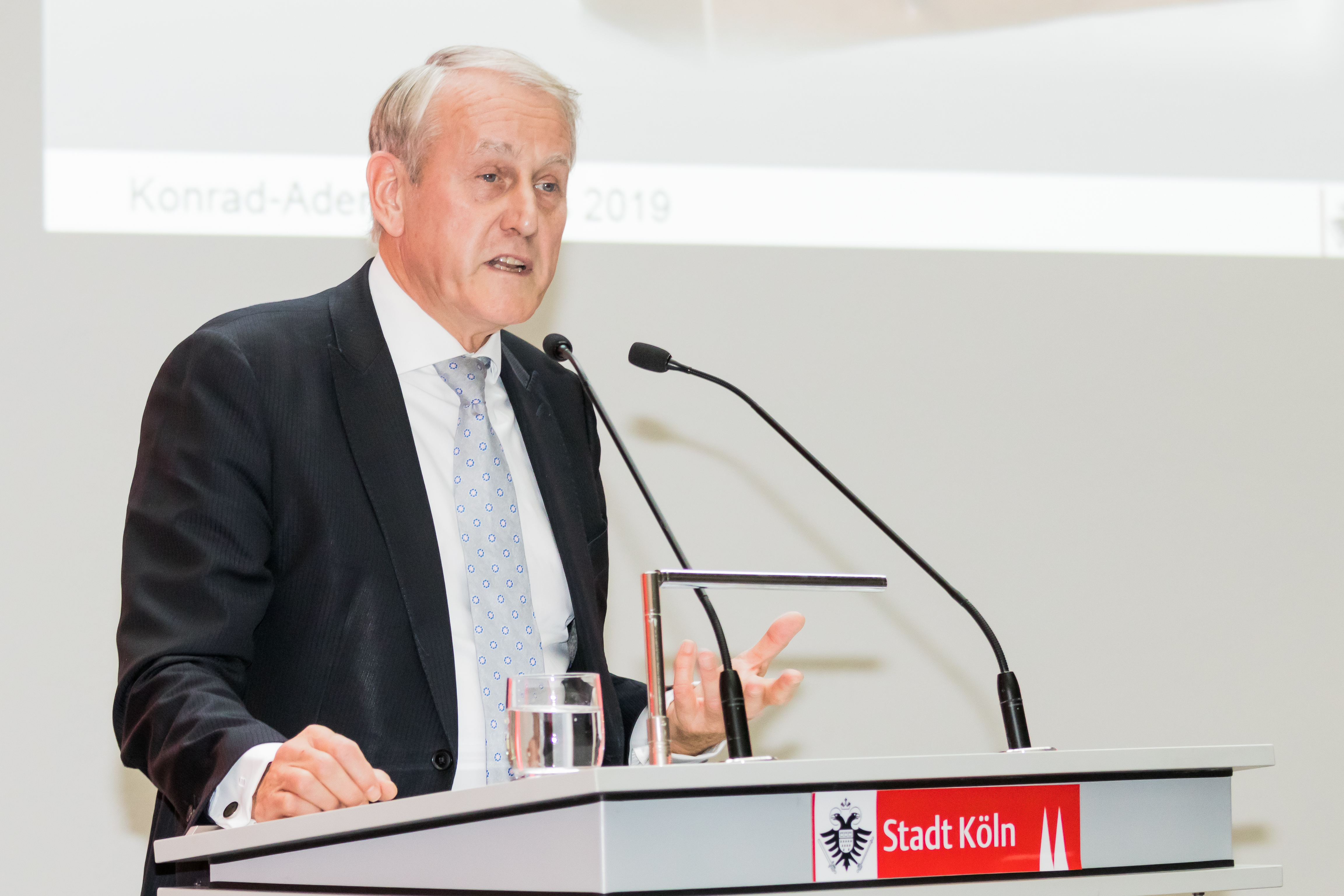
Louwrens Langevoort, 2019

Louwrens Langevoort (* 1957 in Groningen, Niederlande) ist ein niederländischer Musikmanager. Er war bis Ende Juli 2025 Intendant der Kölner Philharmonie und Geschäftsführer der KölnMusik GmbH, die er 21 Jahre geleitet hat.

## Leben und Wirken
Nach Abschluss seines Jurastudiums 1979 arbeitete Louwrens Langevoort zunächst zwei Jahre als Journalist. Seine Tätigkeit als Kulturmanager begann 1981 in der Öffentlichkeitsarbeit und später als Leiter des Künstlerischen Betriebsbüros am Brüsseler Théâtre Royal de la Monnaie bei Gerard Mortier. Nach einjähriger Tätigkeit als A&R-Manager in der Klassikabteilung von Philips übernahm er 1989 die Leitung des künstlerischen Betriebsbüros der Salzburger Festspiele. 1991 wurde er Künstlerischer Direktor am Opernhaus Leipzig, 1993 Künstlerischer Betriebsdirektor der Kölner Oper. 1994 wurde er Intendant, 1995 auch Geschäftsführender Direktor des niederländischen Tourneetheaters Nationale Reisopera in Enschede, die er mit einer staatlichen Subventionierung von 5,6 Millionen Euro, sechs bis acht Produktionen und etwa 90 Vorstellungen pro Saison neu aufbaute.
Mit Beginn der Saison 2000/2001 ging Louwrens Langevoort als Intendant der Hamburger Staatsoper zurück nach Deutschland. Hier initiierte er insbesondere eine Barockopernreihe und widmete sich mit der von ihm gegründeten Kinderopernreihe Opera piccola, dem internationalen Opernstudio und der ebenfalls von ihm 2001 gegründeten Komponistenwerkstatt besonders der Nachwuchsförderung. 2004 und 2005 war Louwrens Langevoort auch Berater der Deutschen Staatsoper Berlin. 2006 betrat er mit der Einführung des 30-minütigen Probenbesuchs PhilharmonieLunch mit freiem Eintritt neue beliebte Wege der Musikvermittlung. Seit dem 1. August 2005 ist er als Nachfolger Albin Hänseroths Intendant der Kölner Philharmonie und Geschäftsführer der KölnMusik GmbH. Bis zu deren Ende 2010 war er Gesamtleiter des Festivals der MusikTriennale Köln und seit 2011 Leiter des von ihm gegründeten jeweils Anfang Mai stattfindenden Nachfolgefestival für moderne Musik ACHT BRÜCKEN – Musik für Köln. 
Von 2007 bis 2018 war Langevoort Mitglied des Vorstands der Liz Mohn Kultur- und Musikstiftung zur Förderung des Opern-Gesangsnachwuchses, der Musikerziehung sowie des Miteinanders von Kindern und Jugendlichen mit unterschiedlichem kulturellen Hintergrund. Er ist Vorstandsmitglied im ON - Neue Musik Köln e. V. und Mitglied des Künstlerischen Beirates des Forums Dirigieren des Deutschen Musikrates. Im Juni 2015 wurde er mit dem 6. Kölner Kulturpreis des Kölner Kulturrats als Kulturmanager des Jahres 2014 ausgezeichnet. 2017 und 2019 wurde er zum Vorsitzenden der European Concert Hall Organisation (ECHO) gewählt und setzt sich entsprechend der europäischen Idee für die länder- und gesellschaftsübergreifende Bedeutung der Musik ein. 2019/20 gründete er "Felix", ein Festival der historischen Aufführungspraxis. Seit dem Wintersemester 2021/2022 lehrt er als Honorarprofessor an der Hochschule für Musik Karlsruhe Veranstaltungsplanung, Marketing und Vertragsrecht. Er ist Mitglied des Stiftungsrates der Berliner Opernhäuser und im Hochschulrat in Lübeck. 
2018 wurde sein Vertrag bei der Kölner Philharmonie zum dritten Mal bis zum Ende der Saison 2025 verlängert. Seine Nachfolgerin ist seit August 2025 Ewa Bogusz-Moore.